# 辻りりさ
辻 りりさ（つじ りりさ、Lilysa Tsuji、1997年11月19日 - ）は、日本のタレント、グラビアアイドル。千葉県出身。2024年現在はマグニファイエンタテインメント所属。

## 略歴

### 子役からクラシックバレエへ、グラビアアイドルとしてデビュー
幼少時は子供向け教育番組『天才てれびくん』（教育テレビ）に出演していた同世代のてれび戦士たちに嫉妬しており、5歳から15年間はクラシックバレエに没頭していたが、細かった身体がさらに痩せてしまったことから休止する。一方、小学4年生から中学2年生までは子役として活動しており、端役としてCMに出演したこともあるが、CMへの出演が原因で恥ずかしくなって引退する。やがて、明治学院大学社会学部を卒業した後にはジャーナリストになりたいとの気持ちもあったが声優など身近なエンタメへの思いも断ち切りがたく、他社から内定を得たものの入社式当日に思い直し、小説家の中村航が代表を務める「ステキコンテンツ」に所属する。この時点で芸能活動への意欲が再燃しており、事務所からのスカウトを受けて中村の許可も得られたため、2020年にグラビアアイドルとしてデビューする。
2020年3月からは、「ステキコンテンツ」の小説投稿サイト「ステキブンゲイ」のYouTubeチャンネルにレギュラー出演し、同年8月3日から同チャンネル内にて「りりさナイト（仮）」コーナーを開始するなど、YouTubeでの仕事にも注力する。
2021年12月21日には、週刊誌『週刊SPA!』同年12月28日・2022年1月4日合併号（扶桑社）にて「グラビアン魂アワード2021下半期」のリリー・フランキー大賞を受賞した。
2022年初頭には、「ステキコンテンツ」との契約を解消するなど、所属先をマグニファイエンタテインメントのみとして仕事に打ち込む。
2022年3月3日には、2021年に青年漫画雑誌『週刊ヤングジャンプ』（集英社）の公式YouTubeチャンネル「ヤンジャンTV」にてトータル動画再生数が1500万を超えたグラビアアイドル5人で結成されたユニット「ヤンジャン BuzzGirls」の一員として、同日に発売された14号の表紙のほか、巻頭・巻中・巻末のグラビアをそれぞれ飾った。
2022年5月14日・15日には、しらこばと水上公園にて開催された「東京Lilyプール撮影会」に参加し、新型コロナウイルス感染症の影響でほとんど参加できなかった去年の分も含め、今年は多くの撮影会に参加したいとの旨を明かした。
2022年7月26日には、深夜バラエティ番組『イワクラと吉住の番組』（テレビ朝日）に大塚びる、谷かえ、阿久津真央、海里らと共に水着メーカーによる最新の水着姿でゲスト出演し、司会のイワクラ（蛙亭）にバストを直視されたうえ、「いまは私、水着とか（目に）入ってきてなくて…」と絶賛された。

### ファンクラブの開設、1st写真集の発売
2023年3月1日には、ファンクラブを開設した。同年3月2日には、写真週刊誌『FRIDAY』同年3月17日号（講談社）の巻中グラビアを飾ると共に、プロポーションのうちデビュー時から非公表にしていたバストのカップサイズを「Gカップ」と公表した。
2023年4月9日（4月8日深夜）には、深夜バラエティ番組『オールスター後夜祭'23春』（TBS）に海里と共にアシスタントとして出演した。
2023年4月17日には、青年漫画雑誌『週刊ビッグコミックスピリッツ』同年20号（小学館）の表紙や巻頭グラビアを飾った。同誌では初の表紙だったことからプレッシャーを感じたが、打ち合わせや意見交換を経て作り込めたうえにベストな体型で撮影できたため、貴重な経験となった。なお、撮影を担当した西田幸樹による発案のもと、自分の胸にキスするカットはとても気に入ったが、その際に胸を頑張って引き寄せている体勢は凄く痛かったという。
2023年11月1日には、カー雑誌『カスタムCAR』同年12月号（芸文社）の表紙や巻頭グラビアを飾り、「令和最強メリハリボディ」や「奇跡の砂時計ボディ」の異名と共に紹介された。
2023年11月13日には、「変幻自在」をテーマとして京都・大阪・沖縄にて撮影された1st写真集『TRIKOT』（KADOKAWA）が発売された。表紙から上半身を完全露出しての手ブラ姿を解禁したほか、内容はクラシックバレエの要素など好きなことをやりたい放題にやり切り、さまざまな衣装やシチュエーションを混在させた過去最大の挑戦となっている。その後、同年11月18日には書泉グランデにて開催された発売記念イベントに黒のタイトドレス姿で登壇し、打ち合わせの段階から参加した同写真集を発売できたことについての感謝や、筋トレで腹筋を完成させたお気に入りの寝転びカットなどを明かした。
2023年11月27日には、トイガン・ミリタリー雑誌『アームズマガジン』2024年1月号（ホビージャパン）の表紙やグラビアを飾ったほか、AIを活用したロボット弁護士を開発する株式会社Robot Consultingの代表を務める横山英俊との対談に臨み、グラビア業界からAIと人間の将来について考察し、「人間とAIグラビア、敵か味方か」について意見を交わした。
2023年12月20日には、青年漫画雑誌『グランドジャンプ』2024年2号（集英社）の特典クリアファイルを飾ったほか、デジタル写真集『魅惑開放』vol.1/2（講談社）が発売された。同年12月25日には、青年漫画雑誌『ヤングドラゴンエイジ』VOL.20 (KADOKAWA) の巻中グラビアを飾ったほか、その際のバックショットを自身のX（旧：Twitter）にて公開した。
2024年2月24日には、自身では初のトレーディングカード『「辻りりさ」ファースト・トレーディングカード』（ヒッツ）が発売されたほか、ソフマップAKIBAアミューズメント館にて開催された発売記念イベントに登壇し、撮影は2023年7月に東京都内にて行われたこと、クラシックバレエを想起させるレオタード風、水着、ランジェリーなど全8種類の衣装姿を披露したこと、4種類の生キスカード用として1日に最多となる約500回ものキスを行ったことなどを明かした。
2024年4月25日には、『週刊ヤングジャンプ』同年21・22合併号の特別付録小冊子を飾り、同誌への約2年ぶりとなる登場に際して「パーフェクトボディー」「理想のお姉さん」と紹介されたほか、デジタル写真集『言うことあるでしょ？』（集英社）が発売された。
2024年8月5日には、『週刊プレイボーイ』同年34・35合併号の巻中グラビアを飾ったほか、デジタル写真集『As is』（集英社）が発売された。

## 人物
- 特技はクラシックバレエ、掃除[3]。
  - クラシックバレエの経験はグラビアに活かされているが、没頭していた当時の体重は動いて細くなって筋肉質だったことからも30キログラム台で維持されており、最も痩せていた当時は現在と変わらない身長で33キログラムだった[27]。それゆえ、当たり前にダイエット中の状態であり、小学校や中学校の給食は怖くてほとんど食べていなかったが、バレエを辞めて友達と外食するようになると一気に10キログラム近く太った[27]。自分でも太ると初めて気付き、ダイエットを始めると今度は痩せ過ぎて体力も落ちたため、元の生活に戻すとすぐに激太りして体重[注 18]に悩んだ時期以降、栄養やボディメイクの勉強を始めたという[27]。それらは2024年2月時点でも苦ではなく、酸素運動と筋トレなどで3時間のルーティンを2日に1回実行しているという[40]。
- 趣味はアニメ、映画鑑賞、サウナ、銭湯、音楽、ポーカー、都市伝説、家事代行[3]。
  - サウナや銭湯については好きなのでよく通っているほか、ストレスを発散したい際にはゴルフ練習場に行く[22]。また、アニメについては大好きであり、毎クール10本近くは観ているという[22]。
- 秘書検定2級・英検3級の資格を持つ[3]。
- 注目して欲しいポイントとして「バストとウエストの高低差」を挙げており、クラシックバレエによる身体作りが生きているほか、ポージングについても身体を美しく見せるためのバレエの型を応用しているという[10]。そういった努力の賜物でもある「くびれ」は、2022年2月に写真週刊誌『FLASH』（光文社）のグラビアに初登場した際、「砂時計のような完璧すぎるスタイル」と絶賛されている[59]。なお、クラシックバレエの経験を持つがゆえ、指先の角度で握り方の強さや優しさを表現できたりする身体表現に興味があり、グラビアをやっていくうえではイメージDVDよりも写真にこだわりたいという[40]。それゆえ、『TRIKOT』についても「写真の中に矛盾を生み出したい」との考えから「意味分かんなさ」をコンセプトと定めたほか、セクシーさよりも自身の中の変態性を見て欲しかったとの旨を明かしている[40]。
- ミニマリストを自称しており、自宅内の自室にはテーブルと椅子、ソファが1つあるだけで、あとは何にもないという[40]。
- 「ステキコンテンツ」への所属のきっかけは、他社への入社を思い直した後、声優アイドルオーディションにて1位で通過したにもかかわらず、「10代だけでグループを組みたい」と言われ、すでに20歳を超えていたために合格を白紙にされたことを、審査員の1人だった中村が気の毒に思ったためである[5][9]。高校生当時には授業で書いた短い小説が県のコンクールで入賞したこともあり、2020年には何本かエッセイを書いていると中村から小説の執筆を薦められた[9]。なお、同社での業務とグラビアアイドルを兼業していた理由については、「大学までずっと一人で育ててくれた母を安心させたいから」と述べている[10][59]。
- 長澤茉里奈や菜乃花のことは「グラビア界のレジェンド」と称しており、2022年6月19日によみうりランドにて開催された「よみうりランドプール撮影会」に参加した際には、現場での姿勢などを多く学ばせてもらったという[60]。また、田中みな実のことは、理想とする体形の持ち主として挙げている[9][40]。
- 「辻りりさ」は芸名であり、本名は公開していない[注 19]。

## 出版

### 写真集
- TRIKOT（2023年11月13日、KADOKAWA、撮影：横山マサト）ISBN 978-4048976664[36] ※電子書籍版も同時発売[37]。

### デジタル写真集
- 偶像（2021年5月20日、集英社［YJ PHOTO BOOK］、撮影：Takeo Dec.）[63]
- 完璧…じゃなくて。（2021年7月29日、集英社［YJ PHOTO BOOK］、撮影：Takeo Dec.）[64]
- Secret Room（2021年10月11日、集英社［週プレ PHOTO BOOK］、撮影：唐木貴央）[65]
- We are…YJ BuzzGirls!!!! ヤンジャンBuzzGirls写真集（2022年3月3日、集英社［YJ PHOTO BOOK］、撮影：LUCKMAN）共演：KAZUE、なな茶、藤乃あおい、村島未悠[66]
- 甘く、香る（2022年3月29日、白泉社［ハレム］、撮影：小塚毅之）[67]
- She is Perfect  前編・後編（2022年5月24日、光文社［FLASHデジタル写真集］、撮影：岡本武志）[68][69]
- スキマ。（2022年6月16日、集英社［YJ PHOTO BOOK］、撮影：Takeo Dec.）[70]
- 危険な匂いに誘われて－（2022年8月23日、白夜書房［BRODYデジタル写真集］、撮影：岡本武志）[71][72]
- 欲望遊戯のドライブ旅行（2022年9月28日、KADOKAWA［Gテレデジタル！］）[73]
- ことばさがし（2022年11月18日、主婦の友社［STRiKE! DIGITAL PHOTOBOOK 018］、撮影：藤本和典）[74]
- YJ 辻りりさデジタル写真集〜特装合本版〜（2022年12月22日、集英社［YJ PHOTO BOOK］、撮影：Takeo Dec.）[75][注 20]
- 4πr2（2023年5月15日、小学館［スピ/サン グラビアフォトブック］、撮影：西田幸樹）[76][注 21]
- Re:りりさ（2023年8月16日、集英社［GJ PHOTO BOOK］、撮影：坂本陽）[77][注 22]
- 魅惑開放 vol.1･2（2023年12月20日、講談社［FRIDAYデジタル写真集］、撮影：西條彰仁）[49][50]
- 儚げで美しい（2024年3月22日、扶桑社［SPA!グラビアン魂デジタル写真集］、撮影：藤本和典）[80]
- 言うことあるでしょ？（2024年4月25日、集英社［YJ PHOTO BOOK］、撮影：田口まき）[81]
- As is（2024年8月5日、集英社［週プレ PHOTO BOOK］、撮影：惠原祐二）[82]

### NFTデジタルトレカ
- Tokyo Gravure Girls Collections（2022年9月23日、OpenSea）[83][注 23]

### トレーディングカード
- 辻りりさ ファースト・トレーディングカード（2024年2月24日、ヒッツ）[53]

## 出演

### ネット配信
YouTube
- ステキブンゲイ公式YouTubeチャンネル「ステキチャンネル」（2020年3月30日 - 2022年初頭） - レギュラー出演
- 医療情報チャンネル「ドクターYouTube」（2020年 - ） - MC
- SLOTH「Bye Bye」（2021年12月10日 - ） - MV出演
- BFエンターテインメント公式YouTubeチャンネル「BFチャンネル」（2022年12月3日 - ） - 『ぷるるんTV』出演
- MUGEN+「drowse」（2023年1月17日 - ） - ミュージックポートレート出演
- XION「Beautiful Goodbye」（2023年2月10日 - ） - MV出演

ABEMA
- WINTICKET ミッドナイト競輪（2021年 - ）

### 音声配信
- よゐこ有野のノーギャラジオ（2022年5月23日、Radiotalk）[92]

### イベント
- TOKYO GIRLS COLLECTION 2021 SPRING / SUMMER（2021年2月28日、オンライン）[93]
- HONBIKE 六本木フラッグシップストア 1日店長（2021年5月8日、東京・六本木）[94]
- 近代麻雀水着祭2021（2021年5月29日・5月30日・6月5日・6月6日、川越水上公園）[95]
- 東京オートサロン2023（2023年1月13日 - 1月15日、幕張メッセ）[96][97]

### テレビ番組
- オールスター後夜祭'23春（2023年4月9日、TBS） - アシスタント（海里と共同）[29][30]
- ケーススタディ〜禁断の恋愛実験〜（2023年8月30日、9月6日、フジテレビ） - ヒロイン（VTR出演）[98][99]
- 桃色探訪〜伝説の風俗〜 横浜・伊勢佐木町編（2024年1月2日〈1日深夜〉、チャンネルNECO）[100][101]
- 全力坂（2024年6月13日〈12日深夜〉、テレビ朝日）[102]

### その他
- デジカメWatch 新製品レビュー（2021年3月24日、インプレス） - モデル[103]